# بوراس
البَلْمير أو التال أو البوراس (الاسم العلمي: Borassus) هو جنس نباتي يتبع فصيلة الفوفلية من رتبة الفوفليات.

## أنواع البوراس
- بوراس أثيوبي (الاسم العلمي: Borassus aethiopum)
- بوراس أكياسي (الاسم العلمي: Borassus akeassii)
- بوراس مروحي (الاسم العلمي: Borassus flabellifer)
- بوراس هينياني (الاسم العلمي: Borassus heineanus)
- بوراس مدغشقري (الاسم العلمي: Borassus madagascariensis)